# Desmond Dekker
Desmond Dekker, pseudonimo di Desmond Adolphus Dacres (Kingston, 16 luglio 1941 – Grande Londra, 25 maggio 2006), è stato un cantante reggae giamaicano, considerato uno dei più importanti esponenti della musica reggae.

## Storia
Desmond Dacres nacque a Kingston il 16 luglio del 1941 e trascorse l'infanzia in un orfanotrofio a Seaforth nella regione di Saint Thomas Parish. In seguito si trasferì a Kingston trovando un impiego come saldatore. Furono i suoi colleghi per primi a notare le sue capacità vocali, quando cantava nel negozio. Con il loro incoraggiamento, nel 1961 il giovane Dekker decise di dare inizio alla sua carriera di cantante. Si presentò alle audizioni per i produttori più importanti del periodo, sia Coxsone Dodd agli Studio One che Duke Reid ai Treasure Isle, ma si vide rifiutato da entrambi.
Fu Leslie Kong, altro produttore di successo e proprietario della Beverley's, ad accoglierlo sotto la sua gestione, dando inizio al suo promettente futuro come cantante. Nel 1963 Desmond registrò il suo primo singolo, "Honour Your Father And Mother", che venne pubblicato per la Beverly, ma riuscì a raggiungere anche il mercato britannico grazie alla disponibilità di Chris Blackwell della Island Records. Rinominatosi definitivamente con lo pseudonimo di Desmond Dekker, la star emergente diede alla luce altre due grandi hit, "Sinners Come Home" e "Labour for Learning". Tuttavia, non fu fino al singolo successivo, "King of Ska", che Dekker confermò il suo talento e popolarità. Il brano fu suonato con i The Maytals come band di supporto, in quell'occasione rinominatisi "the Cherrypies", e divenne un classico dell'artista. Prima della fine dell'anno Dekker riuscì a trovare una band di supporto, i The Aces, un quartetto di fratelli cantanti composto da Carl, Clive, Barry, e Patrick Howard, che prima dell'unione con il cantante, erano conosciuti come the Four Aces. La band si presentò quindi come "Desmond Dekker & The Aces". I cinque pubblicarono una serie di singoli ska, come "Get Up Edina", "Parents", "This Woman", e "Mount Zion", tutte hit di successo. L'artista ottenne numerosi successi durante tutti gli anni 60, riuscendo a produrre 20 singoli che si piazzarono sempre ai primi posti nelle classifiche. A seguito del periodo ska, nacque il rocksteady, genere a cui si adattarono tutti gli artisti del periodo. Anche Dekker iniziò a direzionarsi su questo nuovo stile dando alla luce la famosa "007 Shanty Town" nel 1966. L'anno seguente ottenne il secondo posto al Jamaican Song Festival con il brano "Unity". Seguirono altri singoli di grande successo come "Rudie Got Soul", "Sabotage", "Hey Grandma", "Music Like Dirt" e "Rude Boy Train". Nel 1969 registrò la canzone "Israelites" che sbancò in Inghilterra mantenendo la prima posizione nelle classifiche per parecchi mesi. Sempre in Inghilterra incise altri brani come "A It Mek" e "Problems" ottenendo sempre grandi consensi, e divenendo uno tra i più noti artisti reggae giamaicani nel mondo. Desmond continuò la sua carriera di successo nel territorio britannico ottenendo sempre grandi apprezzamenti dal pubblico. In questo periodo incide pezzi come "Pickney Gal" e la cover di Jimmy Cliff "You Can Get It If You Really Want", la quale versione originale era stata inclusa nella colonna sonora dello storico film Più duro è, più forte cade (The Harder They Come) al quale partecipò lo stesso Cliff. Il 9 agosto 1971 Leslie Kong, suo produttore ed amico, morì a causa di un infarto. Desmond decise quindi di firmare un contratto con l'etichetta Cactus Records. Così nel 1975 registrò un singolo sullo stile reggae pop dal titolo di "Sing A Little Song". A seguito della scomparsa di Leslie Kong, Desmond subì un forte calo di popolarità. Infatti il disco Black And Dekker nel 1980 non entrò in alcuna classifica passando inosservato. La definitiva battuta d'arresto avvenne nel 1984 quando subì una condanna per fallimento dalla corte suprema inglese, rimanendo inattivo per molti anni. Il 1993 fu l'anno di una breve ripresa, quando registrò il nuovo disco King Of Kings assieme ad alcuni membri del gruppo 2 tone The Specials.
L'ultimo disco registrato da Dekker fu, nel 1999, Halfway To Paradise, album che conteneva alcune cover (come The Lion Sleeps Tonight dei The Tokens, intitolata in quest'album Wimoweh, e Jamaica Farewell, The Banana Boat Song e Island In The Sun di Harry Belafonte) e brani originali.
Desmond Dekker morì a causa di un arresto cardiaco il 25 maggio del 2006 nella sua casa di Thornton Heath a Londra, all'età di 64 anni. Si stava preparando per partecipare ad un festival a Praga. Suonò l'ultima volta a Roma con una performarce notevole il 21 aprile 2006 (Villaggio Globale) circa un mese prima della sua morte davanti ad un pubblico in delirio. Dekker era divorziato e lascia un figlio e una figlia.

## Discografia

### Album in studio
- 1967: 007 Shanty Town (Desmond Dekker & the Aces)
- 1968: Action! (Desmond Dekker & the Aces)
- 1969: This Is Desmond Dekker (Trojan Records)
- 1969: The Israelites (Pyramid)
- 1970: You Can Get It If You Really Want (Trojan Records)
- 1980: Black And Dekker (Stiff Records)
- 1981: Compass Point (Stiff Records)
- 1993: King of Kings (Trojan Records; con i The Specials)
- 1999: Halfway To Paradise (Trojan Records, CDTRL 433)

### Raccolte
- Double Dekker (1973)
- Dekker's Sweet 16 Hits (1979)
- The Original Reggae Hitsound (1985)
- 20 Golden Pieces of Desmond Dekker (1987)
- The Official Live and Rare (1987)
- Greatest Hits (1988)
- The Best of & The Rest of (1990)
- Music Like Dirt (1992)
- Rockin' Steady - The Best of Desmond Dekker (1992)
- Crucial Cuts (1993)
- Israelites (1994)
- Action (1995)
- Voice of Ska (1995)
- Moving On (1996)
- The Israelites (1996)
- First Time for a Long Time (1997)
- Desmond Dekker Archive (1997)
- The Writing on the Wall (1998)
- Israelites (1999)
- Israelites: The Best Of Desmond Dekker (1963-1971) (1999)
- Desmond Dekker (2000)
- The Very Best Of (2000)
- This Is Desmond Dekker (Bonus Tracks) (2006)